# Acanthocephalus hastae
Acanthocephalus hastae är en hakmaskart som beskrevs av Bayliss 1944. Acanthocephalus hastae ingår i släktet Acanthocephalus och familjen Echinorhynchidae. Inga underarter finns listade i Catalogue of Life.